# Membranipora membranacea
Membranipora membranacea är en mossdjursart som först beskrevs av Carl von Linné den yngre 1767.  Membranipora membranacea ingår i släktet Membranipora och familjen Membraniporidae. Arten är reproducerande i Sverige. Utöver nominatformen finns också underarten M. m. acutispina.

## Bildgalleri

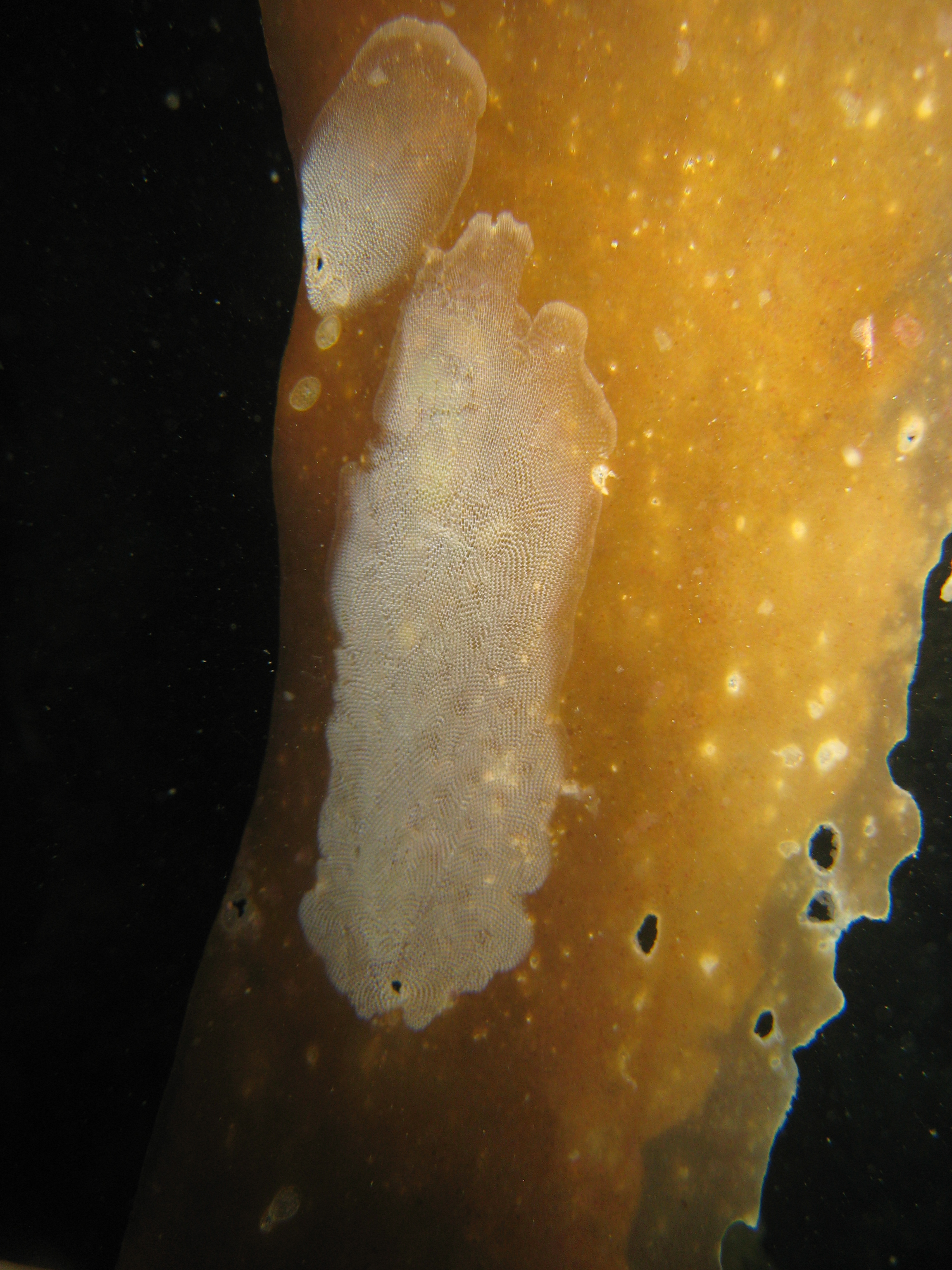
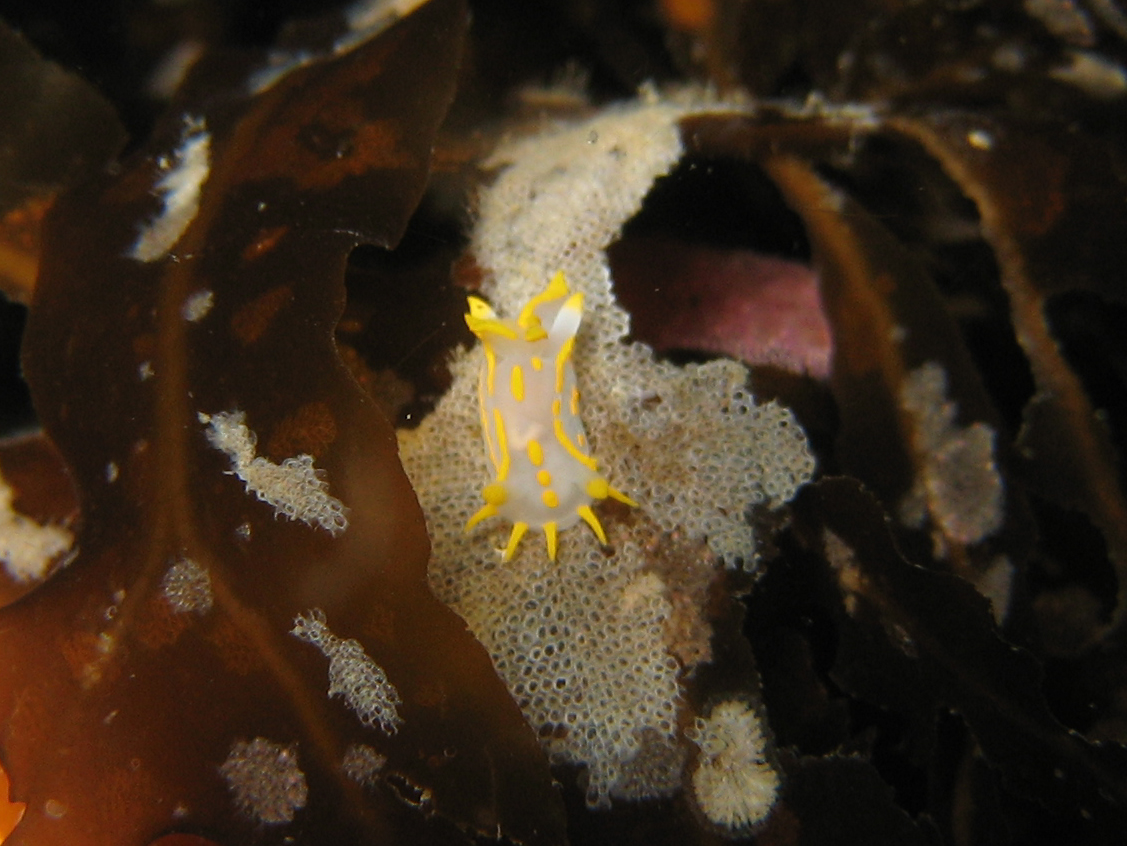